# Марзаганов Харитон Таймуразович
Марзаганов Харитон Таймуразович (15 січня 1939, с. Харисджин, Північна Осетія, РРФСР — 15 листопада 2021, м. Івано-Франківськ, Івано-Франківська область, Україна) — заслужений тренер України з вільної боротьби (1997).

## Біографія
Марзаганов Харитон Таймуразович народився 15 січня 1933 року в с. Харисджин, Північна Осетія. В 1944 році сім'я переїхала до с. Куртат. Харитон Марзаганов навчався в школі с. Камбілєєвське, де і почав займатися вільною боротьбою. Під час служби в армії, яку проходив в м. Дніпропетровськ, виступав за Збройні сили України. Став майстром спорту СРСР.
У 1966 році закінчив Львівський державний університет фізичної культури. Працював завідувачем кафедри фізичного виховання та спорту Івано-Франківського національного технічного університету нафти і газу (1989—2010), згодом доцентом на цій же кафедрі (з 2010). Протягом 16 років був старшим тренером Івано-Франківської області з вільної боротьби. Заслужений працівник фізичної культури і спорту України (2013). Помер 15 листопада 2021 року.
Серед вихованців — срібний призер Кубка СРСР Ш. Каркузаєв, чемпіон СРСР серед молоді Р. Стасенчук, чемпіон сільських спортивних ігор СРСР К. Мелзіхов.